# Малоскаредное
Малоскаредное — село в Аромашевском районе Тюменской области России. Административный центр Малоскарединского сельского поселения.

## География
Село находится в юго-восточной части Тюменской области, в лесостепной зоне, на берегах реки Балахлей, на расстоянии примерно 26 километров (по прямой) к юго-востоку от села Аромашева, административного центра района. Абсолютная высота — 110 метров над уровнем моря.
Климат
Климат характеризуется как резко континентальный, с длительной морозной зимой и коротким тёплым летом. Средняя многолетняя температура самого холодного месяца (января) составляет −18,6 °С (абсолютный минимум — −49 °С), температура самого тёплого (июля) — 17,6 °С (абсолютный максимум — 38 °С). Безморозный период длится в течение 111 дней. Среднегодовое количество осадков — 200—427 мм, из которых около 70 % приходится на период с мая по сентябрь. Снежный покров держится в среднем 156 дней.

## Население
| 1989 | 2002 | 2010 |
| ---- | ---- | ---- |
| 458  | ↘354 | ↘277 |

Половой состав
По данным Всероссийской переписи населения 2010 года в гендерной структуре населения мужчины составляли 45,8 %, женщины — соответственно 54,2 %.
Национальный состав
Согласно результатам переписи 2002 года, в национальной структуре населения русские составляли 95 % из 354 чел.